# 大鱼狗
大鱼狗（学名：Megaceryle maxima）是非洲最大的翠鸟，其栖息地覆盖撒哈拉沙漠南部大部分地区。其种加词“maxima”意为“大的”。
该物种有两个亚种，一种为M. m. maxima，分布在地势开阔的国家，另一种为M. m. gigantea，分布在雨林地带。雨林地带的品种颜色略深，上半部分的斑点较少，下半部分斑块较多。两个品种在森林边缘有杂交。
孵育季节为8月至次年1月，每次产卵3-5枚。大鱼狗长度为42–48厘米，冠很大。
该物种以螃蟹、鱼、青蛙为食。